# Gerhard Thoma
Gerhard Albert Josef Thoma (* 5. März 1904 in Düren; † 10. April 1973 in Köln) war ein deutscher Steuerberater und vereidigter Buchprüfer.

## Leben und Wirken
Thoma war maßgeblich an der Entwicklung des Berufsstandes des Steuerberaters beteiligt. Er ging davon aus, dass eine moderne Wirtschaftsverfassung auch ein modernes Steuerrecht voraussetze. Thoma war von 1962 bis 1964 der erste Präsident der Bundessteuerberaterkammer. Das Fachinstitut der Steuerberater zeichnet seit 1953 um die Förderung des Steuerrechts und der betriebswirtschaftlichen Steuerlehre verdiente wissenschaftliche Leistungen mit dem nach Thoma benannten Gerhard-Thoma-Ehrenpreis aus.
Thoma starb 1973 im Alter von 69 Jahren im Kölner St.-Hildegardis-Krankenhaus. Er war seit 1938 mit Edith Thoma geb. Funke verheiratet. Die Familiengrabstätte befindet sich auf dem Kölner Melaten-Friedhof.